# Iwan Kiriuszyn
Iwan Michajłowicz Kiriuszyn (ros. Иван Михайлович Кирюшин, ur. 1903 we wsi Łozinka w guberni riazańskiej, zm. 16 stycznia 1948 w Kemerowie) – funkcjonariusz radzieckich organów bezpieczeństwa, pułkownik.

## Życiorys
W latach 1925–1928 służył w Armii Czerwonej, od 1928 w WKP(b), od września 1929 w rejonowym oddziale OGPU w obwodzie moskiewskim. W 1931 rejonowy pełnomocnik OGPU, od września 1931 do czerwca 1933 miejski pełnomocnik OGPU w Tule, od czerwca 1933 do lipca 1936 zastępca szefa wydziału politycznego sowchozu im. Stalina ds. pracy OGPU/NKWD w rejonie wołokamskim w obwodzie moskiewskim, 20 czerwca 1936 mianowany młodszym lejtnantem bezpieczeństwa państwowego. Od lipca 1936 do stycznia 1938 szef rejonowego oddziału NKWD w obwodzie moskiewskim, od lutego do września 1938 szef rejonowego oddziału NKWD w Kałudze, od 21 maja 1938 lejtnant bezpieczeństwa państwowego. Od września 1938 do lipca 1940 pomocnik, zastępca szefa Wydziału III Zarządu Bezpieczeństwa Państwowego (UGB), szef Wydziału III Zarządu Ekonomicznego Zarządu NKWD obwodu tulskiego, od lipca 1940 zastępca szefa, a od 26 lutego do 31 lipca 1941 szef Zarządu NKWD obwodu tulskiego, 25 lipca 1940 mianowany starszym lejtnantem bezpieczeństwa państwowego. Od lipca 1941 do kwietnia 1942 szef Wydziału IV i zastępca szefa Zarządu NKWD obwodu tulskiego, od 4 stycznia 1942 w stopniu kapitana bezpieczeństwa państwowego, od kwietnia 1942 do stycznia 1943 zastępca szefa wojsk NKWD Ochrony Tyłów Frontu Północno-Zachodniego, od 28 stycznia do 7 maja 1943 szef Zarządu NKWD obwodu kemerowskiego, od 4 lutego 1943 major, a od 14 lutego 1943 pułkownik bezpieczeństwa państwowego. Od 7 maja 1943 do śmierci szef Zarządu NKGB/MGB obwodu kemerowskiego.

## Odznaczenia
- Order Czerwonego Sztandaru (30 kwietnia 1946)
- Order Czerwonej Gwiazdy (dwukrotnie - 4 lutego 1942 i 3 listopada 1944)
- Order „Znak Honoru” (20 września 1943)